# وییوفرانش سور سئون
شهر وییوفرانش سور سئون (به فرانسوی: وییوفرانش سور سئون) در شهرستان رون در ناحیه رون-آلپ با جمعیت ۳۴٬۱۸۸ در کشور فرانسه واقع شده‌است